# Aït Souab
Aït Souab (en chleuh: Ayt Ṣwab) est un groupe de tribus chleuhs du Souss affiliées à la fédération des tribus Ait Souab, affiliées à leur tour aux tribus montagnardes constituant la confédération des tribus du Grand Chtouka, qui sont unies par ce nom. La tribu des Aït Souab occupe les versants nord-ouest de l'Anti-Atlas. Les Aït Souab sont appelés ibudraren "montagnards" par leurs voisins Ida Ou Semlal et Ida Ou Gnidif, pour leur caractère fermé, leur vie âpre et difficile.
Aujourd'hui, l'ensemble des 3 communes Tanalt, Aouguenz et Targua n Touchka (en) forment la tribu Aït Souab.
Faisant anciennement partie de l'alliance (leff) du leff du Taguizoult (ou Tagouzoult), certaines fractions (Imdioun, Imkouin et Isaguen) avaient néanmoins recours, au leff opposé du Taheggouat.

## Géographie
Le pays des Aït Souab est délimité à l'est par la tribu Ida ou Gnidif et la tribu Ammeln, au nord par la tribu Aït Tedli, et à l'ouest par la tribu Aït Ahmad, la tribu Ida ou Rsmouk et au sud, la tribu Ida ou Semlal.

## Population

### Démographie
Selon le recensement datant de 1949, le chiffre de la population de la tribu Aït Souab est fixé a 22 800. Aujourd'hui on peut estimer la population totale de la tribu en sommant l'ensemble de la population des communes Tanalt, Aouguenz et Targua n Touchka (en), ce qui nous donnera:
- en 1994, 19 644 habitants (répartis comme suit: 4 868 à Tanalt, 7 300 à Targua n Touchka, 7 476 à Aouguenz)[5]
- en 2004, 15 858 habitants (répartis comme suit: 3 480 à Tanalt, 6 515 à Targua n Touchka, 5 863 à Aouguenz)[6]
- en 2014, 12 182 habitants (répartis comme suit: 2 668 à Tanalt, 4 845 à Targua n Touchka, 4 669 à Aouguenz)[7]

### Linguistique
La tribu des Aït Souab est berbérophone dans sa totalité, relevant du groupe linguistique du tachelhit. Le dialecte est très voisin aux autres dialectes chleuhs. Seul le tachelhit est employé en tribu, tant sur les marchés que dans la vie sociale. Selon les derniers recensements, 99.6% de la population déclare utiliser le chleuh comme langue locale de communication, seule une petite minorité manifesté dans environ 8% de la population déclare utiliser aussi l'arabe marocain.
Environ 57.2% de la population est bilingue (berbère et arabe). Les femmes, sauf de très rares exceptions, ne parle que le berbère.

## Composition tribal
Les Aït Souab sont composés de plusieurs fractions tel que : 
- Aït Aïn
- Aït Bahman
- Aït Oughan
- Aït Ouigman
- Aït Yahia
- Azour Ighalen
- Iguissel
- Indriff
- Takoucht
- Tiouaziouin
- Toudma
- Achtouken
- Imdioun
- Imkouin
- Isaguen